# Küstenwüste

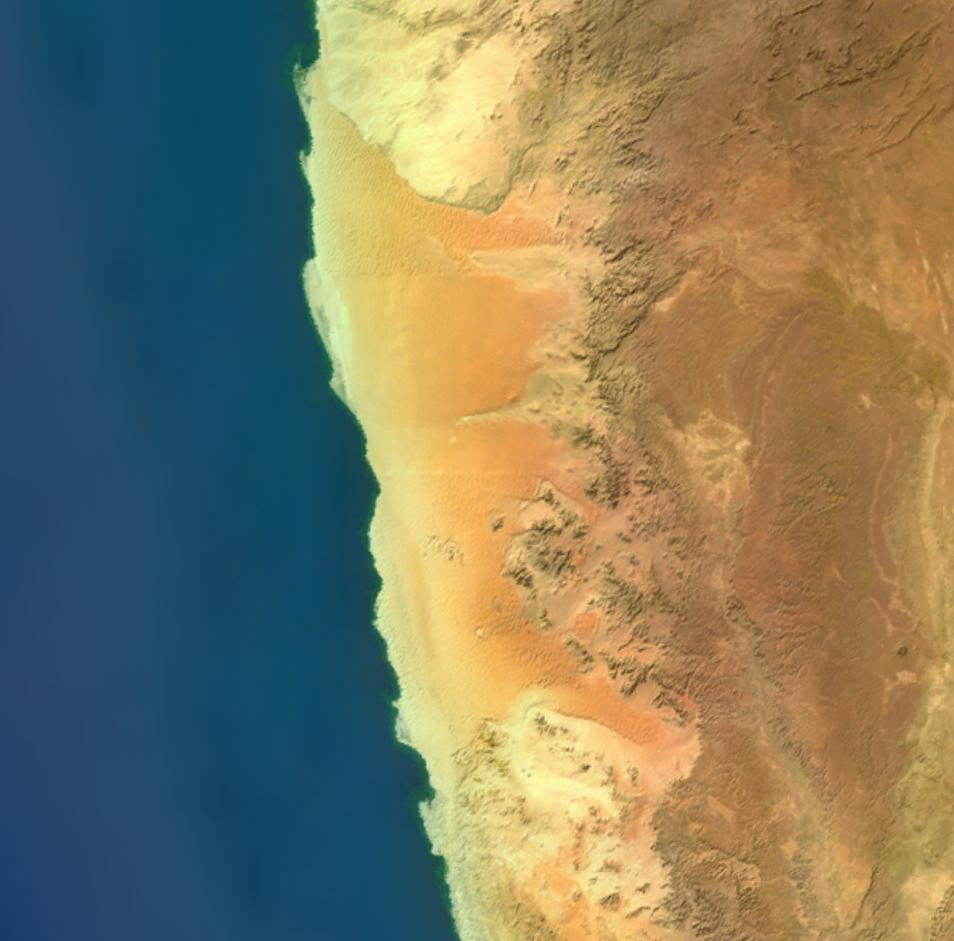
Das sogenannte Sandmeer der Namib-Wüste im südwestlichen Afrika (dunkelgelber Bereich). Der Ausschnitt umfasst in Nord-Süd-Richtung etwa 750 km, von Walvis Bay im Norden bis Lüderitz im Süden.

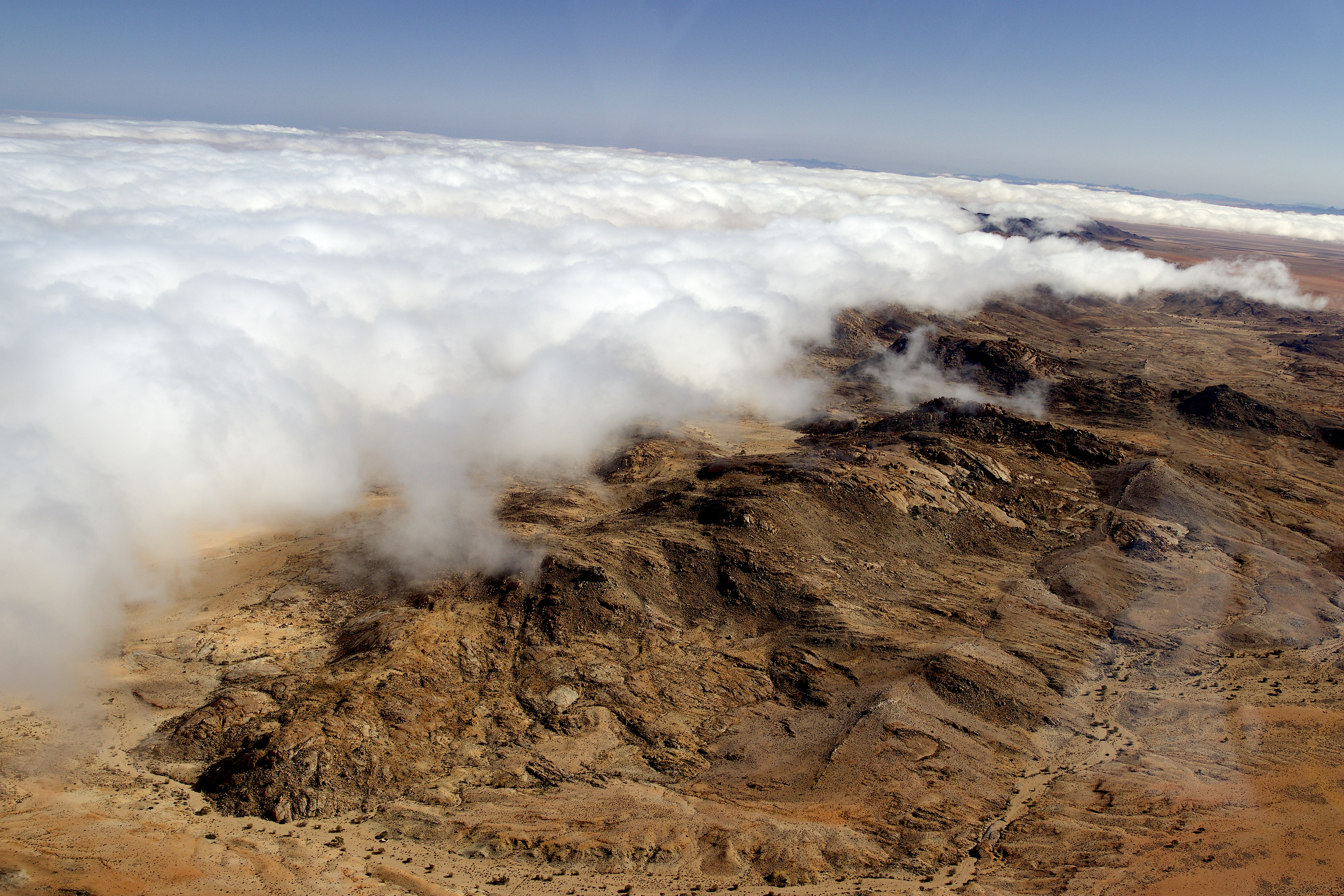
Diese Nebelbank in der Wüste Namib driftete 110 km ins Landesinnere bis nach Aus (2018)

Die Küstenwüste ist ein extremer Wüstentyp im Küstenbereich, der sich in den Tropen und Subtropen unter Einfluss eines kalten Meeresstromes entwickelt. Die Trockenheit in diesem Bereich wird verstärkt durch Auftrieb von kaltem Tiefenwasser nahe der Küste, hervorgerufen durch  trockene ablandige Passatwinde. Küstenwüsten sind, bedingt durch die Corioliskraft, ausschließlich an den Westseiten von Kontinenten zu finden.
Durch die Überlagerung warmer Passat-Luftmassen auf kalte Meeresluft entsteht eine stabile Inversionsschicht, wodurch das Aufsteigen von großen Luftmassen (siehe auch: atmosphärische Konvektion) und damit auch die Bildung von Niederschlag verhindert wird. Hingegen bildet sich an der entstehenden Dunstschicht, an der Unterseite der Inversion, Nebel, da die Meeresluft sehr feucht ist. Im entsprechenden Küstenstreifen ist eine Küstenwüste dann als Nebelwüste ausgebildet.
Weltweit gibt es drei gut entwickelte Fälle dieses Wüstentyps: Die Namib an der südwestafrikanischen Küste, die Atacama an der chilenischen und peruanischen Küste Südamerikas und die Wüste an der Pazifikküste Niederkaliforniens in Mexiko (siehe auch Sonora-Wüste). Einige Grenzfälle gibt es an der Nordwestküste Afrikas, auf den östlichsten der Kanarischen Inseln, an der Nordwestküste Australiens und möglicherweise an der Küste von Somalia.